# Captura del Peñón de Argel
La captura del Peñón de Argel fue una batalla acontecida el 29 de mayo de 1529, cuando el beylerbey de Argel, Jeireddín Barbarroja capturó la fortaleza llamada Peñón de Argel, hasta entonces en manos de los Habsburgo españoles.

## Contexto
En 1510, los españoles se habían establecido en un pequeño islote frente a Argel y obligaron al gobernante local Sālim al-Tūmī (Selim-bin-Teumi) a aceptar su presencia mediante un tratado y a pagar tributo. Se construyeron fortificaciones en el islote y se estableció una guarnición de 200 hombres. Sālim al-Tūmī tuvo que ir a España para prestar juramento de obediencia a Fernando IV de Aragón.
Sin embargo, en 1516, el emir de Argel Sālim al-Tūmī invitó a los hermanos corsarios Aruj y Jeireddín Barbarroja a expulsar a los españoles. Aruj, con la ayuda de tropas otomanas, llegó a Argel, ordenó el asesinato de Sālim porque conspiraba con los españoles contra los piratas y Aruj, y se apoderó de la ciudad. Se enviaron expediciones españolas para apoderarse de la ciudad, primero en 1516 bajo el mando de Diego de Vera, y después en 1519 bajo el de Hugo de Moncada, pero ambas expediciones acabaron en fracaso.
Jeireddín sucedió a Aruj, tras la muerte de este último en una batalla contra los españoles en la Caída de Tremecén (1518). La captura de Argel de 1516 había sido posible gracias al apoyo del sultán otomano Selim I. Este apoyo se interrumpió con su muerte en 1520, lo que provocó que Barbarroja perdiera la ciudad a manos de un jefe cabila local en 1524 y se retirara a su feudo de Jijel.

## Conquista
Cuando Solimán el Magnífico declaró la guerra a Fernando I del Sacro Imperio Romano Germánico en enero de 1529 (la denominada Pequeña Guerra en Hungría), también deseaba pasar a la ofensiva en el Mediterráneo occidental, por lo que renovó el apoyo otomano a Barbarroja.
Barbarroja recibió del Imperio otomano 2000 jenízaros, artillería y un importante apoyo financiero. Mediante sobornos, Barbarroja obtuvo primero un cambio en la lealtad de los partidarios del jeque de Argel. Tras hacerse con el poder en la ciudad, Barbarroja sitió el Peñón de Argel, la fortaleza española situada a la entrada del puerto. Tras 22 días de soportar el fuego de la artillería sin ayuda desde la península ibérica, los españoles bajo el mando de Martín de Vargas se rindieron finalmente el 29 de mayo de 1529, con sólo 25 hombres. Vargas fue apaleado hasta la muerte, la fortaleza fue desmantelada y la mampostería se utilizó para construir un malecón utilizando esclavos cristianos como mano de obra.

## Consecuencias
En los años siguientes, Barbarroja utilizó Argel como base principal para lanzar incursiones desde Berbería. La Jornada de Argel emprendida por Carlos I de España en 1541 para retomar Argel terminó en fracaso. Argel permaneció bajo dominio otomano durante tres siglos, hasta la invasión francesa de Argel en 1830. 